# Neomasiphya thompsoni
Neomasiphya thompsoni là một loài ruồi trong họ Tachinidae.